# فرنسيس بانيكي
فرنسيس بانيكي (بالألمانية: Francis Banecki)‏ هو لاعب كرة قدم ألماني في مركز الدفاع، ولد في 17 يوليو 1985 في برلين في ألمانيا. شارك مع منتخب ألمانيا تحت 19 سنة لكرة القدم ومنتخب ألمانيا تحت 20 سنة لكرة القدم. أما مع النوادي، فقد لعب مع آينتراخت براونشفايغ وفيردر بريمن.

## وصلات خارجية
- فرنسيس بانيكي على موقع قاعدة بيانات كرة القدم.إي يو (الإنجليزية)
- فرنسيس بانيكي على موقع بيانات كرة القدم. دي إي (الألمانية)
- فرنسيس بانيكي على موقع عالم كرة القدم.نت (الإنجليزية)